# Condado de Comanche (Oklahoma)
O Condado de Comanche (em inglês:  Comanche County) é um dos 77 condados do estado americano do Oklahoma. A sede e maior cidade do condado é Lawton. Foi fundado em 1907 e seu nome provém da tribo ameríndia Comanche.
O condado possui uma área de 2 807 km², dos quais 2 769 km² estão cobertos por terra e 37 km² por água, uma população de 124 098 habitantes, e uma densidade populacional de 44,8 hab/km² (segundo o censo nacional de 2010). É o quarto condado mais populoso de Oklahoma.